# Patto bahai
Il Patto, riesaminato e avanzante, alla luce degli Scritti sacri bahá'í, si riferisce a due accordi separati e vincolanti tra Dio e il genere umano. 
In generale il Patto, in senso religioso, è l'accordo stipulato tra Dio e l'uomo, dove alla collettività è richiesto un determinato comportamento e in cambio riceve da Dio benevolenza e benedizione attraverso dei Suoi Inviati.
Il Patto vigente tra Dio e uomo si ritrova in diversi testi sacri compresa la Bibbia con il Patto biblico. Tale Antica Alleanza è un Patto che coinvolge antichi Profeti come Abramo Geremia Mosè Krisna Buddha... e i loro insegnamenti, è stato celebrato come Nuova Alleanza negli insegnamenti di Gesù Cristo, e poi da Muhammade, quando verrà concluso il Patto unificante di Bahá'u'lláh, proseguirà con nuove tappe nell'Eterna Alleanza che ha guidato e guida l'umanità
Nella Fede bahá'í si distingue chiaramente il Patto maggiore, stipulato tra le Manifestazioni di Dio e i fedeli in ordine alle Rivelazioni che si susseguono e si sono succedute secondo il principio della rivelazione progressiva. Il Patto minore riguarda invece la successione nella leadership della religione dopo il trapasso del Messaggero di Dio, che al presente è l'Insegnamento di Bahá'u'lláh, in attesa di un altro futuro Grande Ritorno. 
Il Patto minore durerà, come specificato da Bahá'u'lláh nei suoi scritti, non meno di mille anni, fino all'arrivo della futura o nuova Manifestazione di Dio.

## Patto maggiore
Il Patto maggiore è quello che intercorre tra ogni Manifestazione di Dio e i suoi fedeli in ordine al riconoscimento delle successive e future Manifestazioni di Dio e della loro Rivelazione.
Secondo Bahá'u'lláh, il fondatore della Fede bahá'í, Dio ha promesso che avrebbe inviato una successione di suoi Messaggeri o Manifestazioni per istruire l'umanità
Per la Fede bahá'í questo Patto è espresso come profezia nei testi sacri d'ogni religione e tutti i Profeti, come Adamo, Abramo, Mosè, Gesù, Maometto, il Báb e Bahá'u'lláh sono le Manifestazioni di Dio che come una catena si sono succedute, l'una all'altra, in rapporto con lo sviluppo fisico, intellettuale e morale del genere umano.

### Manifestazioni di Dio
Nel credo bahá'í Dio è sempre lo stesso, nel passato, nel presente e nel futuro, cioè è unico ed eterno, creatore di tutte le cose, di tutte le creature e di tutte le forze dell'universo
Sebbene inaccessibile direttamente, Dio dialoga con l'umanità, Sua creazione, attraverso una serie successiva di Messaggeri che sono le Sue Manifestazioni.
Questi Messaggeri o Manifestazioni, intermediari diretti tra Dio e l'uomo, fissano i principi religiosi nel mondo.
"Un mediatore è necessario fra l'uomo e il Creatore; uno che riceva appieno la luce dello Splendore Divino e l'irradi sull'umanità, così come l'atmosfera terrestre riceve e diffonde il calore dei raggi solari ... L'uomo che desidera conoscere Dio deve prima cercarLo nello specchio perfetto: Cristo o Bahá'u'lláh. In ciascuno di questi specchi egli troverà riflesso il Sole della Divinità."
Secondo la concezione bahá'í le Manifestazioni non sono delle incarnazioni di Dio né delle persone comuni, ma delle persone perfette che rispecchiano la grandezza di Dio, i suoi attributi, la sua volontà e la sua conoscenza: essi hanno corpo umano e ruolo divino.
Le Manifestazioni di Dio sono, in sostanza, gli educatori divini che trasmettono all'uomo la volontà di Dio, i suoi insegnamenti, la sua religione e le sue leggi.
"La Persona della Manifestazione è sempre stata il rappresentante e il portavoce di Dio. Essa, in verità, è l'Alba dei più eccellenti titoli di Dio e la Sorgente dei Suoi eccelsi attributi."

### Rivelazione unitaria e progressiva
La Rivelazione progressiva e unitaria è uno dei punti centrali della religione bahá'ì, ossia i dettami religiosi sono rivelati da Dio progressivamente e ciclicamente, tramite Suoi Messaggeri o Manifestazioni, in rapporto ai bisogni umani delle epoche in cui appaiono.
Viene riconosciuta, così, l'origine divina delle rivelazioni che si sono succedute in passato fino a quella più recente di Bahá'u'lláh e di quelle che verranno dopo di Lui.
"O genti! Le parole sono rivelate in rapporto alla capacità d'intendere, di modo che i principianti possano progredire. Il latte deve essere somministrato in relazione allo sviluppo, cosicché il mondo tuttora fanciullo possa entrare nel Regno della Grandezza e insediarsi nella Corte dell'Unità."
"La religione viene definita da Bahá'u'lláh come un fenomeno unitario, non frazionato dai numerosi e diversi accostamenti al sacro che si sono di volta in volta mostrati nella storia dell'uomo e consistente in un unico processo relativo-educativo-evolutivo che mette in relazione l'Eterno coi diversi popoli che da Esso si sono fatti guidare da una delle Sante Manifestazioni Divine che si sono susseguite nel trascorrere dei secoli. Di fondamentale importanza è dunque la nozione bahá'í di «Religione eterna», quella «immutabile Fede di Dio, eterna nel passato, eterna nell'avvenire» intesa come quel legame d'amore che ... unisce l'umanità eternamente ed universalmente al suo Creatore".
Dio è uno e senza tempo ma le sue varie Manifestazioni, che si succedono, ne esprimono la Verità all'umanità secondo lo stadio da questa raggiunto, senza che con ciò vengano negate o sminuite le rivelazioni precedenti, espressioni anch'esse di un'unica verità manifestata in forme diverse.
"La forma esteriore cambia d'epoca in epoca, ma ciascuna rivelazione è il compimento della precedente; esse non sono separate o incongruenti, ma rappresentano differenti stadi storici della vita della Religione unica."

### Corrispettivo
Nella religione bahá'í il corrispettivo per gli uomini della promessa di Dio di inviare ciclicamente propri Messaggeri o Manifestazioni è costituito da un duplice obbligo.
Le due obbligazioni sono: riconoscere e accettare la nuova Manifestazione quando arriva, e poi obbedirle e attuare gli insegnamenti che Ella porta. I due obblighi o per meglio dire patti, sono strettamente collegati e non possono prescindere l'uno dall'altro.

## Patto minore
Il patto minore riguarda la dinamica di successione nella leadership della Fede fino all'Avvento del Messaggero successivo, e pertanto si pone come un potente strumento per la difesa dell'unità nella Fede bahá'í e dei suoi fedeli; in attiva collaborazione all'unità del genere umano.

### Kitáb-i-`Ahd
Bahá'u'lláh ha stabilito la sua successione in un documento chiamato Kitáb-i-`Ahd, scritto da Lui stesso e consegnato al figlio 'Abdu'l-Bahá prima del suo trapasso.
In quel documento Bahá'u'lláh, dopo avere ribadito la sua missione di Messaggero di Dio, ha riservato in maniera esplicita la sua successione interpretativa ad 'Abdu'l-Bahá che chiama il Più Possente Ramo, il Centro del mio Patto.
Nel suo testamento Bahá'u'lláh, per dopo il suo trapasso afferma:
"...volgete il viso verso Colui ('Abdu'l-Bahá) Che Dio ha designato, Colui Che è germogliato da questo Antico Ceppo [...] il Più Possente Ramo".

### Abdu’l-Bahá: Ultime Volontà e Testamento
Dopo una quasi trentennale e fondamentale Guida, con l'avvenuto trapasso di 'Abdu'l-Bahá, la guida della Comunità bahá’í,  secondo le ultime sue Volontà e Testamento, è andata a Shoghi Effendi, da lui indicato come: il Segno di Dio, il Ramo prescelto, il Custode della Causa di Dio, la perla meravigliosa, unica e inestimabile.
“O miei amici amorosi! Dopo la dipartita di questo vilipeso, incombe … … e agli amati della Bellezza di Abhá l’obbligo di rivolgersi a Shoghi Effendi … … poiché egli … è l’interprete delle parole di Dio … … Il sacro e giovane ramo, il custode della Causa di Dio, e la Casa Universale di Giustizia, che sarà stabilita ed eletta universalmente, sono entrambi sotto la tutela e la protezione della Bellezza di Abhá, al riparo e sotto la guida infallibile dell’Eccelso …”
Altri passi da: Ultime Volontà e Testamento di Abdu’l-Bahá, che riecheggiano il vissuto e suo significativo servizio di un'intera vita, e il suo amore e aspirazioni etiche ed evolutive per tutte le genti: 
“O prediletti del Signore! La più grande fra tutte le cose è la protezione della Vera Fede di Dio, la conservazione della Sua Legge, la salvaguardia della Sua Causa e il servizio alla Sua Parola” “Oggi la più importante di tutte le cose è la guida delle nazioni e dei popoli del mondo. L’insegnamento della Causa è della massima importanza, perché costituisce la pietra angolare delle sue stesse fondamenta”“E ora, riguardo alla Casa Universale di Giustizia … i suoi membri devono essere manifestazioni del timor di Dio e orienti di conoscenza e saggezza, devono essere saldi nella Fede di Dio e desiderare il bene di tutta l’umanità … in ogni Paese deve essere istituita una Casa secondaria di Giustizia e queste Case secondarie di Giustizia devono eleggere i membri di quella Universale”
Dopo 'Abdu'l-Bahá e Shoghi Effendi, come previsto tanto dagli Scritti di Bahá’u’lláh che di Abdu’l-Bahá, la guida è passata (a partire dal 1963) alla Casa Universale di Giustizia.
La presenza del Patto non significa che nessuno tenterà mai di dividere la Fede, di recarle danno o ritardarne il progresso. Ma garantisce che tutti i tentativi di questo genere sono destinati a fallire.

## Fondamenta elettive e scopo delle Istituzioni bahá’í
Una forza, usualmente silenziosa ma costruttiva, parte già dall’elezione delle Istituzioni bahá’í, sia locali che nazionali o internazionale. Essa emerge dal fatto che le scelte elettive interne alla Comunità bahá’í avvengono totalmente senza propaganda, senza candidatura e senza culto della personalità. Le ‘Assemblee Spirituali’ (o future: Case di Giustizia) nascono infatti dalla libera e meditata ricerca di talenti spirituali, cercati dal vaglio individuale e indicati nella votazione dai credenti; scelta che si corrobora poi nelle istituzioni: locali, regionali, nazionali o internazionale, mediante consultazioni svolte dai nuclei delle nove persone più votate e quindi elette, gente di solito animata da filantropia e buona volontà. Ovvio che maggior onere e onore graverà sul loro impegno, più servirà preparazione e lavoro, senza pregiudizio, e tramite virtù, scientifiche morali e intellettuali, aggregate durante l’intento decisionale, che mira a raggiungere un equilibrio tra le singole maturità di intimi ideali e quello della società a cui l'assemblea offre un ruolo di governo. Tale somma d'intenti costruttivi, ispirata agli insegnamenti della Rivelazione, facilita e feconda l’essenza della fede nella dedizione, guida le mete e permea lo spirito di chi è eletto per servire la società in tali istituzioni. 
(Quest'elezione si rinnova ogni cinque anni per la Casa Universale di Giustizia e annualmente negli altri casi)
La Comunità bahá’í sperimenta quindi un modello di amministrazione dinamica integrante e innovativa, sorta dagli etici insegnamenti di Bahá’u’lláh, distinta dal vigente sistema democratico basato su contrapposti partiti, inadatto al miglior processo d’armonia e unità sia nazionale che internazionale. Una unità nella diversità, tra tutti i popoli e le genti del mondo, ch'è la stella polare dei principi bahá’í, orientati tutti verso l’armonia mondiale nel nascente Regno Divino in Terra. 
“Il Grande Essere dice: O figli degli uomini! Lo scopo fondamentale che anima la Fede di Dio e la Sua Religione è quello di salvaguardare gli interessi della razza umana, svilupparne l’unità e accrescere lo spirito d’amore e di fraternità fra gli uomini" … 
… "il cielo della divina saggezza è rischiarato dai due astri della consultazione e della compassione. Consultatevi su tutte le questioni, poiché la consultazione è il faro che rischiara il cammino e conferisce comprensione" … 
… "È doveroso che ogni governante soppesi quotidianamente il proprio essere sulla bilancia dell’equità e della giustizia e poi giudichi fra gli uomini e li consigli di fare ciò che volga i loro passi verso la via della saggezza e della comprensione: questi sono il cardine e l’essenza della scienza politica”.

## Il futuro del pianeta è nelle mani e nell'intelligenza sociale dei popoli tutti
"Malgrado prevalga oggi l'opinione opposta, la razza umana non è una tavola bianca su cui privilegiati arbitri delle cose umane possano liberamente scrivere i propri desideri. Le sorgenti dello spirito sorgono dove vogliono. Non potranno essere indefinitamente soppresse dai detriti della società contemporanea. Non occorre essere profeti per capire che gli anni iniziali del nuovo secolo vedranno scatenarsi energie e aspirazioni infinitamente più potenti delle routine, delle falsità e delle assuefazioni accumulate che ne hanno così a lungo impedito l'espressione.
Per quanto grande il tumulto, il periodo verso il quale l'umanità si avvia aprirà a ogni individuo, ogni istituzione e ogni comunità sulla terra opportunità senza precedenti di partecipare a scrivere il futuro del pianeta. <<Presto>> è la fiduciosa promessa di Bahá’u’lláh <<il presente ordine sarà chiuso e uno nuovo sarà aperto in sua vece>>."